# NP (기업)
주식회사 NP는 대한민국의 XR 콘텐츠, 브랜드 서비스 기업이다.